# 南斯拉夫社会主义青年联盟
南斯拉夫社会主义青年联盟（缩写为SSOJ）是南斯拉夫共产主义者联盟的青年组织，该组织的前身是1919年成立的南斯拉夫共产主义青年联盟和1942年成立的南斯拉夫统一反法西斯青年联盟，两组织在1948年12月合并为南斯拉夫人民青年（Народна омладина Југославије），1963年更名为南斯拉夫青年联盟（Савез омладине Југославије），1974年更名为南斯拉夫社会主义青年联盟。
该组织负责指导南斯拉夫先锋队联盟的工作。1990年，南斯拉夫共产主义者联盟解体，该组织随之解散。